# Pierwsza miłość (film 1974)
Pierwsza miłość – polski inscenizowany film dokumentalny z 1974 roku w reżyserii Krzysztofa Kieślowskiego, nakręcony dla Telewizji Polskiej. Pierwsza miłość jest współczesną opowieścią o miłości dwojga młodych, w której ważną rolę odegrało mające się narodzić dziecko. Film Kieślowskiego został doceniony na Krakowskim Festiwalu Filmowym, zdobywając Grand Prix festiwalu – Złotego Lajkonika, a także Nagrodę Specjalną „Złoty Smok”.